# Kabbigarahalli, Belur
Kabbigarahalli là một làng thuộc tehsil Belur, huyện Hassan, bang Karnataka, Ấn Độ.